# Josep Sánchez i Llibre
Josep Sánchez i Llibre (Vilassar de Mar, 26 de maig 1949) és un empresari i economista català, d'ideologia democristiana i nacionalista catalana moderada. Des del novembre de 2018 és President del Foment del Treball, la principal organització empresarial catalana. Alhora, és vicepresident de la CEOE i representant de la patronal espanyola davant les Corts, responsabilitat, aquesta darrera, que desenvolupa des del 2016.

## Biografia
Diplomat en Ciències Empresarials i Màster en Direcció d'Empreses per ESADE, és vicepresident de Conserves Dani. El 5 de novembre de 2018, essent l'únic candidat a l'elecció, és proclamat president del Foment del Treball. És membre del Cercle d'Economia, de l'Ateneu Vilassanès, soci de la Unió Esportiva Vilassar i membre de l'Associació de Llicenciats en Ciències Empresarials, del Club Finances de Barcelona i de l'Associació de Professionals Assessors d'Inversió i Finançament de Catalunya.
Ha estat diputat per CiU per la província de Barcelona al Parlament de Catalunya durant la III i IV legislatures i senador pel Parlament de Catalunya a les Corts Espanyoles durant la IV Legislatura. Des del 1993 fins al 2015 va ser diputat al Congrés.
El novembre de 2023 va ingressar a la Reial Acadèmia Europea de Doctors, amb un discurs on va reivindicar el paper de Foment en la configuració de la societat civil de Catalunya.

## Obres
- Les veritats de l'estatut[8] (2006) Editorial L'Esfera dels Llibres